# Helena Petránková
Plukovnice v. v. Helena Petránková (rozená Ackermannová, 9. dubna 1904, Ružomberok – 21. srpna 1968 Praha) byla slovenská farmaceutka židovského původu, členka KSČ a feministka, příslušnice zdravotnického personálu v rámci československých interbrigád během španělské občanské války, členka československého odboje v Sovětském svazu, později postižená procesy komunistického režimu v Československu. Jako jedna z několika Čechoslovenek v rámci jednotek v SSSR dosáhla v rámci nasazení ve druhé světové válce důstojnické hodnosti a posléze působila v Československé lidové armádě jako žena s jednou z nejvyšších vojenských hodností.

## Život
Narodila se v Ružomberku do židovské rodiny učitele obecné školy na Oravě. Díky mimořádným studijním výsledkům byla přijata na místní slovenské chlapecké gymnázium. Absolvovala několikaletou praxi v lékárně, potřebnou pro přijetí na obor farmacie. Roku 1927 ji vystudovala na Přírodovědecké fakultě Univerzity Karlovy v Praze a získala titul PhMr.. Byla levicově smýšlející během studia vstoupila do KSČ. I kvůli tomu měla během Velké hospodářské krize problém s nalezením zaměstnání.

### Interbrigády
Po vypuknutí občanské války ve Španělsku na jaře roku 1936 se Petránková roku 1937 zapojila do tzv. Interbrigád, dobrovolnických ozbrojených jednotek chystaných k cestě do Španělska k podpoře republikánské demokratické vlády proti fašistickým silám generála Franca, organizované zejména diplomatem a někdejším agentem americké kontrarozvědky CIC Emanuelem Voskou. Jako jedna z 29 evidovaných interbrigadistek odcestovala s dalšími přibližně 1200 Čechoslováky (velkou, necelou poloviční, část z nich tvořili českoslovenští komunisté), kde se spolu s MUDr. Karlem Holubcem podílela na zřízení a provozu Polní nemocnice Jana Amose Komenského, provozované díky veřejné sbírce. Spolu s ní zde působili také lékařky Vlasta Veselá či Dora Kleinová. Nemocnice působila v oblasti bojů v Guadalajaře, roku 1937 se pak přesunula do Valencie, potom do oblasti Barcelony. Během války byla tato zdravotnická zařízení opakovaně terčem náletů. Dosáhla zde hodnosti plukovníka. Roku 1938 se vrátila zpět do Ružomberku.
Po rozpadu Československa a vzniku Protektorátu Čechy a Morava a Slovenského státu roku 1939 se, mj. z důvodu rostoucí perzekuce protektorátními úřady pod vlivem tzv. Norimberských zákonů kvůli židovskému původu, přesunula spolu s dalšími československými komunisty a emigranty do exilu v Krakově. Po obsazení Polska v září 1939 a začátku druhé světové války se díky mezinárodní organizaci Pomoc revolucionářům přes Lvov a Rovno přesunula do Stalingradské oblasti, kde pracovala v sovchozu jako vedoucí lékárnice. Dále se přesunula do Akťubinsku, kde byli soustředěni další českoslovenští emigranti.

### Vojenské nasazení
Zde v březnu 1942 vstoupila do nově zformované 1. československé samostatné brigády pod velením Ludvíka Svobody v hodnosti vojína (hodnost ze Španělska jí nebyla uznána). Stala se jednou z prvních vojaček v jednotce, zároveň se díky své odbornosti stala vrchní lékárnicí brigády, a také velitelkou šestičlenné ženské jednotky. Nasazena byla zpočátku v polní nemocnici v Buzuluku, kde byla zodpovědná za provoz nemocniční lékárny a pomáhala zvládat nákazu infekčních chorob, jako žloutenka a břišní tyfus. Roku 1943 se přesunula k 1. čs. samostatné brigádě na frontu, se kterou se zapojila do bojů o Kyjev, severozápadní Ukrajinu a těžkých bojů o Dukelský průsmyk. Koncem roku 1943 padl během bojů o Bílou Cerkev její partner Fred Benedikt. Roku 1944 jí byla spolu s MUDr. Gertrudou Engelovou propůjčena hodnost podporučíka. V rámci osvobozování Československa dorazila s 1. čs. armádním sborem až na Moravu. Navzdory jejímu očekávání se po válce setkala se svou matkou, která ve vysokém věku přežila pobyt v koncentračním táboře Terezín.
Pokračovala ve službě v nově vytvořené Československé lidové armádě v hodnosti plukovnice, kde prosazovala větší zastoupení žen v ČSLA. Rovněž působila v jedné z nejvyšších hodností v ozbrojených silách ČSR.

### Zatčení
Po komunistickém převratu v únoru 1948 upadla Veselá-Feiglová, spolu s dalšími interbrigadisty, v podezření ze špionáže pro americké tajné služby, zejména kvůli svým kontaktům s americkým humanitárním pracovníkem Noelem Fieldem, působícím po jistou dobu jako americko-sovětský dvojitý agent, zatčeným roku 1949 v Praze. Svou roli sehrálo i angažmá Emanuela Vosky v CIC, taktéž uvězněného. Petránková byla s ostatními zadrženými ženami vězněna po několik měsíců roku 1949 ve vazební věznici v Mladé Boleslavi, posléze pak v ruzyňské věznici v Praze. Zde byla podrobována výslechům, kdy byla nucena vyzradit další kontakty údajného špionážního centra (její kolegyně ze Španělska Vlasta Veselá spáchala následkem vyčerpání z výslechů roku 1950 v ruzyňské věznici sebevraždu).
Podruhé byla, spolu s dalšími interbrigadisty, uvězněna roku 1951. Základ podezření však tvořila vykonstruovaná obvinění a uměle vytvořené důkazy, majících jednak za cíl zdiskreditovat část potenciálně politicky nebezpečných interbrigadistů, a připravit půdu pro monstrproces s tzv. spikleneckým centrem Rudolfa Slánského. Ve vězení zůstala do roku 1953, aniž by byla postavena před soud.
Po propuštění pracovala v civilní lékárnické praxi. V dubnu 1964 obdržela od prezidenta Antonína Novotného Řád práce.

### Úmrtí
Helena Petránková zemřela 21. srpna 1968 na následky dlouhodobého astmatu ve věku 64 let.